# Royal Racing Club Bruxelles
Der Racing Club wurde 1891 als Leichtathletikverein gegründet, an den sich 1894 eine Fußballabteilung anschloss. 1921 erhielt er das Privileg, sich Royal Racing Club de Bruxelles nennen zu dürfen. Seine Farben sind schwarz und weiß. Der über 1000 Mitglieder zählende Verein bietet heute nur noch Hockey und Tennis an. Der erste vom Verein genutzte Platzanlage befand sich bei der heutigen Basilika Sacré-Cœur in Koekelberg, danach am Velodrom von Longchamps in Ukkel. 1901 zog Racing in seinen derzeitigen am Waldrand gelegenen Standort an der Avenue des Chênes um. Neben den Sportfeld wurden auch Tennisplätze angelegt. Die große Tribüne wurde 1903 in innovativer Stahlbetontechnik gebaut, wobei sie als eine der ersten Nichtholztribünen in Europa überdacht wurde und auch heute noch genutzt wird. Am 1. Mai 1904 fand im Racingstadion das Fußball-Länderspiel Belgien gegen Frankreich statt, das als erstes offizielles Länderspiel beider Länder nach Gründung der FIFA gilt. 1500 Zuschauer sahen ein 3:3. 1923 entstand das Clubhaus nach Plänen des Architekten Fritz Seeldrayers. Nach dem Zweiten Weltkrieg ließ Racing das 40.000 Zuschauer fassende Drielindenstadion in Bosvoorde bauen, in das die Leichtathleten und die Fußballer im Jahre 1948 umzogen. Das Eröffnungsspiel bestritt Racing gegen den italienischen Meister AC Turin. Beim alten Standort in Ukkel verblieben die Tennis- und das Hockeyspieler.

## Fußball
1895 gehörte Racing zu den Gründungsmitgliedern des belgischen Fußballverbandes UBSSA, dem späteren KBVB. In den Anfangsjahren der belgischen Fußball-Liga war Racing Club die dominierende Mannschaft. Sie wurde 1897, 1900, 1901, 1902, 1903 und 1908 Meister, 1898, 1904, 1905 und 1907 Vizemeister. Den letzten nationalen Titel errang Racing mit dem Gewinn des Belgischen Pokals 1912. Nach dem Ersten Weltkrieg war die beste Zeit des Vereins vorüber und er spielte nur noch in den unteren Regionen der ersten oder in der zweiten Liga. Mit Jan De Bie und Jacques Moeschal stellte der Klub zwei Teilnehmer an der ersten Fußball-Weltmeisterschaft 1930 in Uruguay.

Meistermannschaft 1908

Als einer der ältesten Fußballvereine des Landes hatte Racing die prestigeträchtige Stammnummer Sechs des belgischen Fußballverbands inne. Diese Matrikelnummern werden vom KBVB an seine Mitgliedsvereine in der Reihenfolge ihrer Anmeldung vergeben, eine niedrige Stammnummer ist also ein Ausweis besonderer Tradition eines Vereins. 1963 fusionierte die Fußballer des Vereins mit White Star zum Royal Racing White, der wiederum sich 1973 mit Daring Molenbeek zum Racing White Daring Molenbeek (RWD) vereinte. Ein neuer Fußballverein mit dem alten Namen Racing Club de Bruxelles 1891 wurde 2005 gegründet.

## Hockey

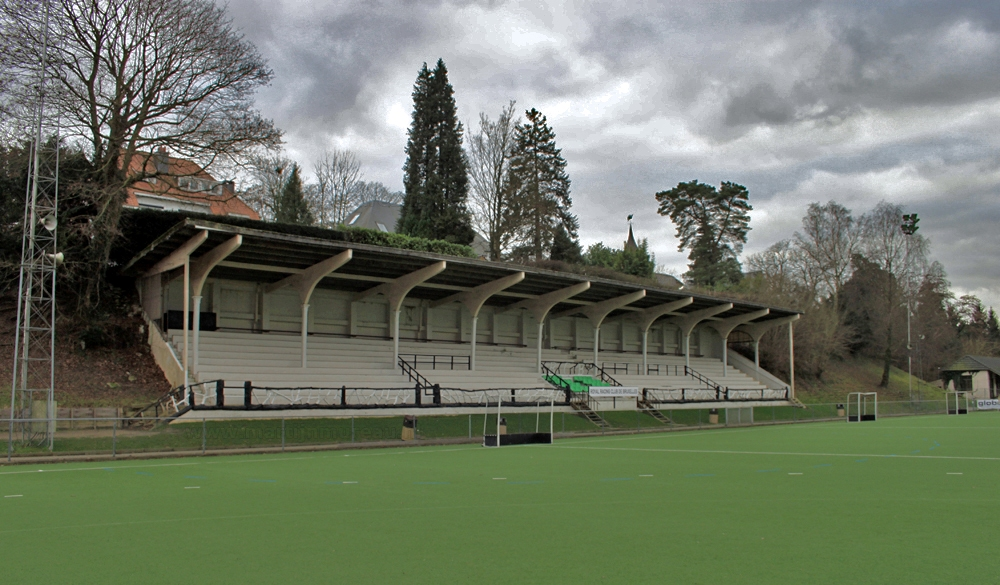
Tribüne von 1903

Auf dem Clubgelände stehen zwei Kunstrasenspielfelder zur Verfügung, wobei am Hauptplatz die Tribüne von 1903 steht. Es gibt bei Racing vier Herrenteams und fünf Jungsenioren-/Seniorenmannschaften. Im Damenbereich fünf Teams und zwei 35+ Mannschaften. Dazu kommen über 30 Jugend- und Kindermannschaften.

### Herren
Die 1. Herren spielen in der höchsten belgischen Feldhockeyliga, der Division d’Honneur. Nachdem der Verein seit Jahren keine Titel holen konnte, geht es seit letzter Zeit wieder bergauf. In der Halle erreichte der Club zuletzt drei nationale Meisterschaften und auf dem Feld wurde Racing 2010 Vizemeister und qualifizierte sich für die Euro Hockey League, wo zwei Niederlagen gegen Rot-Weiß Köln und dem spanischen Club de Campo bereits das Aus nach der Vorrunde bedeuteten. 
 Erfolge 
| Europapokalbilanz Herren Feld |                    |        |       |           |
| Jahr                          | Wettbewerb         | Niveau | Platz | Ort       |
| 2011                          | Euro Hockey League | 1      | VR 24 | Eindhoven |
| 2012                          | Euro Hockey League | 1      | VR 24 | Antwerpen |
| 2014                          | Euro Hockey League | 1      | 4     | Eindhoven |
| 2017                          | Euro Hockey League | 1      | AF    | Eindhoven |
| 2018                          | Euro Hockey League | 1      | VF    | Rotterdam |

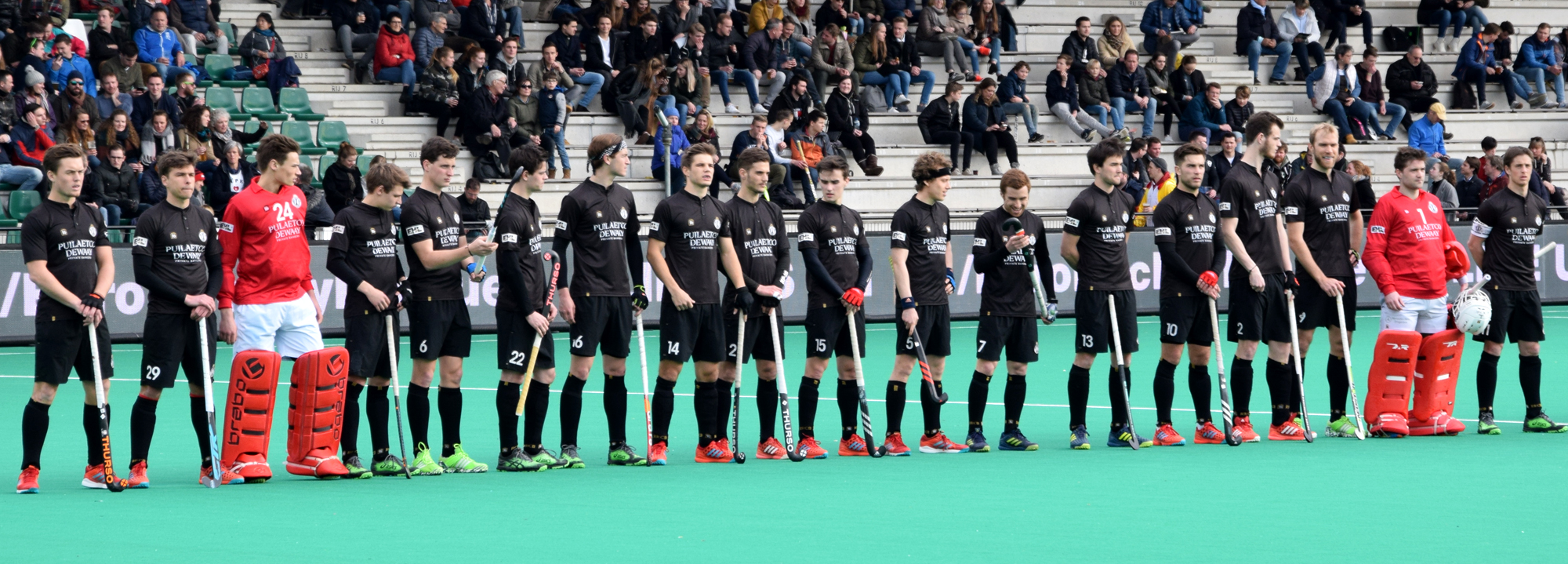
Team 2018 beim Europapokalspiel gegen Dynamo Kasan in Rotterdam.

- Belgischer Feldhockey-Meister: 1924, 1933, 1935, 1936, 1941
- Belgischer Feldhockey-Pokalsieger: 1928, 1932, 1933, 1934, 1938, 1939, 1941, 1957, 1960, 1962, 1966, 1970
- Belgischer Hallenhockeymeister: 2008, 2009, 2010
- EuroHockey Hallen Club Champions Challengesieger: 2009, 2011

### Damen
Erfolge 
- Belgischer Meister: 1924, 1925, 1927, 1933, 1948, 1949
- Belgischer Pokalsieger: 1924, 1925, 1927, 1932, 1948, 1950, 1959, 1964, 1976, 1977, 1979, 1987